# Paul Masson-Oursel
Paul Masson-Oursel (Parigi, 5 settembre 1882 – Parigi, 18 marzo 1956) è stato un orientalista e psicologo francese.

## Formazione accademica
Allievo in Filosofia di Henri Bergson, in psicologia di Pierre Janet e Georges Dumas, in sociologia di Lucien Lévy-Bruhl, Émile Durkheim e Marcel Mauss, fu introdotto agli studi d'indianistica da Alfred A. Foucher e Sylvain Lévi, studiando in parallelo l'Ellenismo e la Sinologia grazie a Édouard Chavannes.

## Carriera
- Agrégé di Filosofia (1906)
- Laurea in Lettere (1923)
- Dal 1918, segretario della redazione della Revue philosophique de la France et de l'étranger
- Dal 1919, chargé de conférences temporaneo a L'École pratique des Hautes Études
- Dal 1927, directeur d'études all'École pratique des Hautes Études
- Direttore per l'Istitut Pelman di una rivista mensile, La Psychologie et la Vie, dedicata alle applicazioni della psicologia.
- Segretario generale del 1° Congrès international de Psychologie Appliquée, presieduto da Pierre Janet, organizzato dall'Institut Pelman a Parigi.
- Dal 1939, alla morte di Lucien Lévy-Bruhl, direttore aggiunto con Émile Bréhier della Revue philosophique de la France et de l'étranger
- Collaboratore dell'Année psychologique di Henri Piéron
- Presidente della Société Française de Psychologie nel 1939
- Collaboratore della rivista Psyché di Maryse Choisy

## Pubblicazioni

### Libri
- Esquisse d'une histoire de la philosophie indienne, Parigi, Paul Geuthner, 1923.
- La philosophie comparée, Parigi, Alcan, 1923. (Trad. inglese Comparative Philosophy, Londra, 1926)
- L'Inde antique et la civilisation indienne (in collaborazione con Philippe Stern e Mme de Willman-Grabowska), Parigi, Albin Michel, 1933.
- La philosophie en Orient, Parigi, 1938.
- Le fait métaphysique, Parigi, PUF, 1941.
- L'autorité en marche, Parigi. 1948
- La pensée en Orient, Parigi, 1949.
- Le yoga. Collezione «Que sais-je?» n 643, Parigi, PUF, 1954.
- La morale et l'histoire, Parigi, 1955.

### Articoli
- Objet et méthode de la philosophie comparée. Reuve de Métaphysique et de Morale (RMM), juillet 1911.
- Esquisse d'une théorie comparée du Sorite. RMM, XX, 6, novembre 1912, pp. 810–824.
- Les trois corps du Bouddha. Journal asiatique, mai 1913.
- Sur la signification du mot yoga. RHR 1913, pp. 1–5
- Traduzione di Yin Wen-Tseu. Toung Pao, II serie, XV, 5, décembre 1914, 68 pp.
- Traduzione di Yuan Jen-Louen, "Traité sur l'origine de l'homme", di Tsong mi. Journal asiatique, 1915, pp. 267–354.
- Essai d'interprétation de la Théorie boudhdique des douze conditions. RHR, janvier 1915, XXXI, 1-2.
- La sophistique. RMM, 1916, pp. 343–362.
- La démonstration confucéenne. RHR, 1916.
- Études de logique comparées. Évolution de la logique indienne. RP 83, 1917, 453-469.
- Études de logique comparée. Confrontations et analyse comparative. RP 85, 1918, 148-166.
- La scholastique. RP, juillet 1920.
- Bibliographie sommaire de l'Indianisme. Isis, n. 8, 1920.
- Doctrines et méthodes psychologiques de l'Inde. Journal de Psychologie, 15 juillet 1921, pp. 529–547.
- De l'utilisation de la méthode comparative comme critère de la positivité des faits psychologiques. Journal de Psychologie, XIX, 3, 1922, pp. 270–287.
- Les doctrines indiennes de physiologie mystique. Journal de Psychologie, XIX, 4, 1922, pp. 322–335.
- L'atomisme indienne, RP 99, 1925, pp. 342–368.
- Art et scolastique. Journal de Psychologie, XXIII, 1-3 (numero su Arte e Pensiero), 1926, pp. 77–82.
- Y a-t-il des équivalents indiens à mettre en parallèle avec les faits ou doctrines de l'Occident relatifs à l'extase et à l'intuition intellectuelle? Journal de Psychologie, 1926, XXIII, 8.
- Notes sur l'esthétique indienne. À propos d'un article de H. Oldenberg. Revue des Arts Asiatiques, 1926, pp. 34–36.
- Les techniques orientales de la concentration. Journal de Psychologie, XXIV, 1, 1927, pp. 87–92.
- Les objections des Orientaux contre notre critique historique. R. H. Ph. 1927.
- Les traits essentiels de la psychologie indienne. RP 105, 1928, pp. 418–429.
- La spécificité de la psychologie indienne. Annuaire de l'École pratique des Hautes Études (Sciences religieuses), 1928, 3-16.
- Foi bouddhique et foi chrétienne. Jubilé Alfred Loisy, Congrès d'histoire du christianisme, III, Pubblicato sotto la direzione di P.-L. Couchoud, Parigi, Les Editions Rieder, Amsterdam, Van Holkema & Warendorf, 1928, pp. 12–14.
- Les images selon la pensée indienne. Journal de Psychologie, 1929, pp. 790–796.
- Les aspects dynamiques du verbe être en sanskrit et leur influence sur la psychologie de Inde. Journal de Psychologie, XXVII, 1930, pp. 259–261.
- La notion indienne de liberté. Revue d'Histoire de la Philosophie, avril-juin 1930, pp. 105–114.
- Die Atomistische Auffassung des Zeit. A. G. Ph, 1931.
- Das Samsara. Forum philosophicum, 1931.
- Une méthode métaphysique: l'inversion. Recherches philosophiques, I, 1932, pp. 229–234.
- L'utilisation des tests à la gymnastique mentale. — A. F. A. S., 53ª Sessione, Le Havre, pp. 634–635.
- La pensée rebours dans l’lnde antique. Journal de Psychologie, XXIX, 1932, pp. 585–587.
- Sémantique et métaphysique: la notion indienne de transcendance d'après l'emploi de trois préfixes sanscrits. Recherches philosophiques, II, 1932-1933, pp. 183–189.
- Trois préfixes sanscrits connotant le dépassement. Journal asiatique, juillet 1933, 181.
- L'Illimité selon le germanisme et selon l'Inde. Recherches philosophiques, III, pp. 1933–1934.
- La psychologie de l'intelligence et la linguistique (Discussione: Marcel Mauss, Paul Masson-Oursel, Joseph Vendryes). B. S. fr. Ph., XXXIV, 1934, pp. 1–39.
- L'autonomie spirituelle selon la pensée indienne. ISCRL, pp. 141–144.
- Vers une psychologie dynamique: la perspective temporelle. Recherches philosophiques, IV, 1934-1935, pp. 314–320.
- La notion indienne de méthode. Congrès Descartes V, 1937, pp. 74–76.
- L'Inde a-t-elle fait une psychologie? Scientia 61, 1937, pp. 222–225.
- La psychologie contemporaine occidentale et les conditions d'intelligence de la pensée indienne. Journal de Psychologie, 34, 1937, pp. 152–153.
- Traduction de la Kathaka Upanisad. Mesures, 1937.
- Die indische Auffassung der psychologischen Gegebenheiten. EJ 5, 1937-38, pp. 79–91.
- Disciples ou élèves de Lucien Lévy-Bruhl. Revue philosophique de la France et de l'étranger, 64 (127), 1939.
- Fils du Ciel, fils de Dieu. N. R. F., 1938.
- Lucien Lévy-Bruhl (1857–1939). Revue de Synthèse, Vol. 4, n. 1, décembre 1939, 113-115.
- Imagination, idéation. Journal de psychologie, janvier-mars 1940-1941.
- Le ciel dans l'Histoire et dans la science. 1941, 8ª Semaine de Synthèse.
- Mystique et logique chez Henri Bergson. Études bergsoniennes, 1942, pp. 55–61.
- La vertu psychologique du langage. Science, langage, connaissance, II, 1944.
- Les Religions de l'Inde, les Religions de l'Iran. Histoire générale des Religions di M. Gorce e R. Mortier, 1945.
- Henri Maspero [1883-1945]. Annuaire 1945-1946 et 1946-1947, EPHE, Sezione di scienze religiose.
- L'origine de l'énergie. 12ª Semaine de Synthèse, 1946, pp. 13–32.
- La Grande Déesse. Psyché, n. 8, Juin 1947, pp. 707–710.
- L'âme selon les Hindoues modernes. Psyché, II.3, 1947, pp. 29–32
- L'homme des civilisations orientales. Rencontre internationales de Génève: Pour un nouvel humanisme, Neufchâtel, 1948, pp. 68–93.
- Gandhi assassiné. Psyché, n. 15, janvier 1948.
- Gandhi, homme divin. La Nef, n. 40, mars 1948.
- L'espace et le temps dans l'Inde. Cahiers du Sud, 1949, p. 194.
- Témoignages sur le "Philosophie bantoue" du Père Tempels. Présence africaine, 1949, n. 7, 268.
- L'Inde entre dans l'espace et le temps. Politique étrangère, 1950, volume 15, n. 5-6, pp. 493–497.
- L'Inde antique et la civilisation indienne. Paris, Albin Michel, 1951 (Collection "L'Evolution de l' Humanité", n.26).
- Le domaine réservé, parapsychologie. In Valeur philosophique de la psychologie, treizième semaine de synthèse. PUF, Centre International de Synthèse, 1951.
- Lumières de la raison, profondeurs de la conscience. La Revue Métapsychique, Juillet -Août-Septembre 1951, n. 15.
- La connaissance scientifique de l'Asie en France depuis 1900 et les variétés de l'orientalisme. Revue Philosophique, 1953, pp. 342–359.
- L'idée d'infini dans l'Inde et en Chine. Revue de synthèse, janvier-juin 1954, 21.
- Les religions de l'Inde. Histoire des religions di M. Brillant e R. Aigrain, 1954.

### Prefazioni
- Marqués-Rivière Jean. Amulettes, talismans et pantacles dans les traditions orientales et occidentales. Bibliothèque historique. Parigi, Payot, 1938, 370 pp., in-8°.
- Simecek F. L. Masque et visage: architecture de l'esprit. Editions nouvelles, 1947.
- Petit-Dutaillis Yves et Mulla Mani. L'Inde dans le monde. Payot, 1951.
- Vivekananda Swami. Jnana-Yoga. (Tradotto dall'inglese da Jean Herbert, acon lettera di Romain Rolland). Parigi, Albin Michel, 1948.